# Jake Gyllenhaal
Pour les articles homonymes, voir Gyllenhaal.
Jake Gyllenhaal (en anglais : /d͡ʒeɪk ˈd͡ʒɪlənhɑl/ ; en suédois : /ˈjʏlːɛnˌhɑːl/), est un acteur et producteur de cinéma américain, né le 19 décembre 1980 à Los Angeles.
Révélé en 2001 avec le film de science-fiction Donnie Darko de Richard Kelly, il se fait connaître du grand public grâce à sa participation au film catastrophe Le Jour d'après (2004), puis en tenant l'un des rôles principaux de l'acclamé drame Le Secret de Brokeback Mountain (2005) d'Ang Lee, celui de Jack Twist, qui lui vaut une nomination à l'Oscar du meilleur acteur dans un second rôle. Il enchaîne les premiers rôles dans divers projets : Jarhead : La Fin de l'innocence (2005), Zodiac (2007), Brothers (2009), ainsi que Prince of Persia : Les Sables du Temps et Love, et autres drogues (2010).
Au début des années 2010, Gyllenhaal s'impose comme un acteur dramatique majeur en tenant des rôles complexes : le thriller de science-fiction Source Code (2011), le polar End of Watch (2012), le thriller psychologique Prisoners et le thriller fantastique Enemy (tous deux réalisés par Denis Villeneuve), puis le thriller à suspense Night Call (premier long-métrage de Dan Gilroy) ou encore Nocturnal Animals (2016) de Tom Ford. Il est également à l’affiche des drames La Rage au ventre (2015), Demolition (2015) et Stronger (2017) et des grosses productions Everest (2015), Life : Origine inconnue (2017) ou Les Frères Sisters (2018). En 2019, il incarne Mystério dans le blockbuster de super-héros Spider-Man: Far From Home.
Fils du réalisateur Stephen Gyllenhaal et de la scénariste Naomi Foner Gyllenhaal, il est le frère de l'actrice et réalisatrice Maggie Gyllenhaal.

## Biographie

### Jeunesse et formation
Jacob Benjamin Gyllenhaal est le fils du réalisateur Stephen Gyllenhaal et de la scénariste Naomi Foner Gyllenhaal (née Achs), nommée aux Oscars en 1989. Sa sœur Maggie Gyllenhaal, également actrice, joue à ses côtés dans Une femme dangereuse (1993) et dans Donnie Darko (2002).
Du côté paternel, la famille Gyllenhaal a des origines suédoises et anglaises ; le jeune Jake est élevé selon les traditions de la noblesse suédoise (en). Du côté maternel, la famille Achs est issue d'une famille juive américaine de New York.
En 1991, Jake Gyllenhaal fait ses débuts à l'écran en interprétant le fils de Mitch Robbins (joué par Billy Crystal) dans le film La Vie, l'Amour, les Vaches de Ron Underwood.
À l'âge de treize ans, il célèbre sa bar-mitsvah dans un refuge pour sans-abri, selon le souhait de ses parents, afin qu'il prenne conscience de son mode de vie privilégié.
Jake Gyllenhaal a, par la suite, obtenu son diplôme de fin d'études secondaires à la Harvard-Westlake School en 1998 puis étudie pendant deux ans à l'université Columbia, avant de se consacrer à sa carrière d'acteur.

### Carrière

#### Révélation et progression
En 1999, Jake Gyllenhaal interprète Homer Hickam dans le film biographique Ciel d'octobre.
En 2001, il joue dans les comédies Lovely and Amazing de Nicole Holofcener et Bubble Boy de Blair Hayes. Il obtient le rôle principal du drame de science-fiction Donnie Darko de Richard Kelly. Son interprétation d’un adolescent schizophrène, à priori pris d’hallucinations, est encensée par les critiques et lui vaut une nomination aux Film Independent's Spirit Awards.
En 2002, il fait ses débuts au théâtre avec la pièce de Kenneth Lonergan, This Is Our Youth, qui enthousiasme également les critiques.
En 2003, il est à l'affiche du film indépendant Good Girl de Miguel Arteta, où il donne la réplique à l'actrice Jennifer Aniston.
En 2004, il s'essaye au blockbuster en intégrant la distribution principale du film catastrophe Le Jour d’après de Roland Emmerich, aux côtés de Dennis Quaid. Le film est un succès commercial.

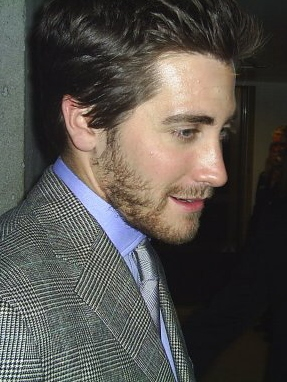
Jake Gyllenhaal à la première de Proof, à Toronto, en septembre 2005.

L'année 2005 marque un tournant dans sa carrière, avec trois films très différents. Il interprète le rôle de Jack Twist, un cow-boy homosexuel, dans Le Secret de Brokeback Mountain d'Ang Lee aux côtés d'Heath Ledger. Ce film indépendant connaît un succès critique et commercial et permet à l'acteur d'être plus largement connu. Sa performance lui permet de remporter le BAFTA du meilleur second rôle ainsi qu'une nomination aux Oscars dans cette même catégorie. Puis, il donne la réplique à Anthony Hopkins et Gwyneth Paltrow dans le drame Proof et marque la fin de l'année avec la satire Jarhead : La Fin de l'innocence de Sam Mendes.
La même année, il participe au casting de Batman Begins afin d'interpréter Bruce Wayne mais le rôle est finalement confié à Christian Bale.
En 2007, il tourne pour la première fois sous la direction du réalisateur David Fincher. Dans le thriller Zodiac, il prête ses traits à Robert Graysmith, auteur du best-seller éponyme. La même année, il joue dans le film d'espionnage Détention secrète réalisé par Gavin Hood, aux côtés de Reese Witherspoon, Meryl Streep et Alan Arkin. Le film est mal reçu par la critique.
En 2009, il refuse de tenir le rôle principal du blockbuster Avatar de James Cameron et choisit plutôt de jouer dans le drame Brothers de Jim Sheridan, aux côtés de Tobey Maguire et Natalie Portman. Le film reçoit un accueil moyen mais le jeu des acteurs est salué.
Il commence l'année 2010 par une apparition dans le clip musical Giving Up the Gun du groupe Vampire Weekend.

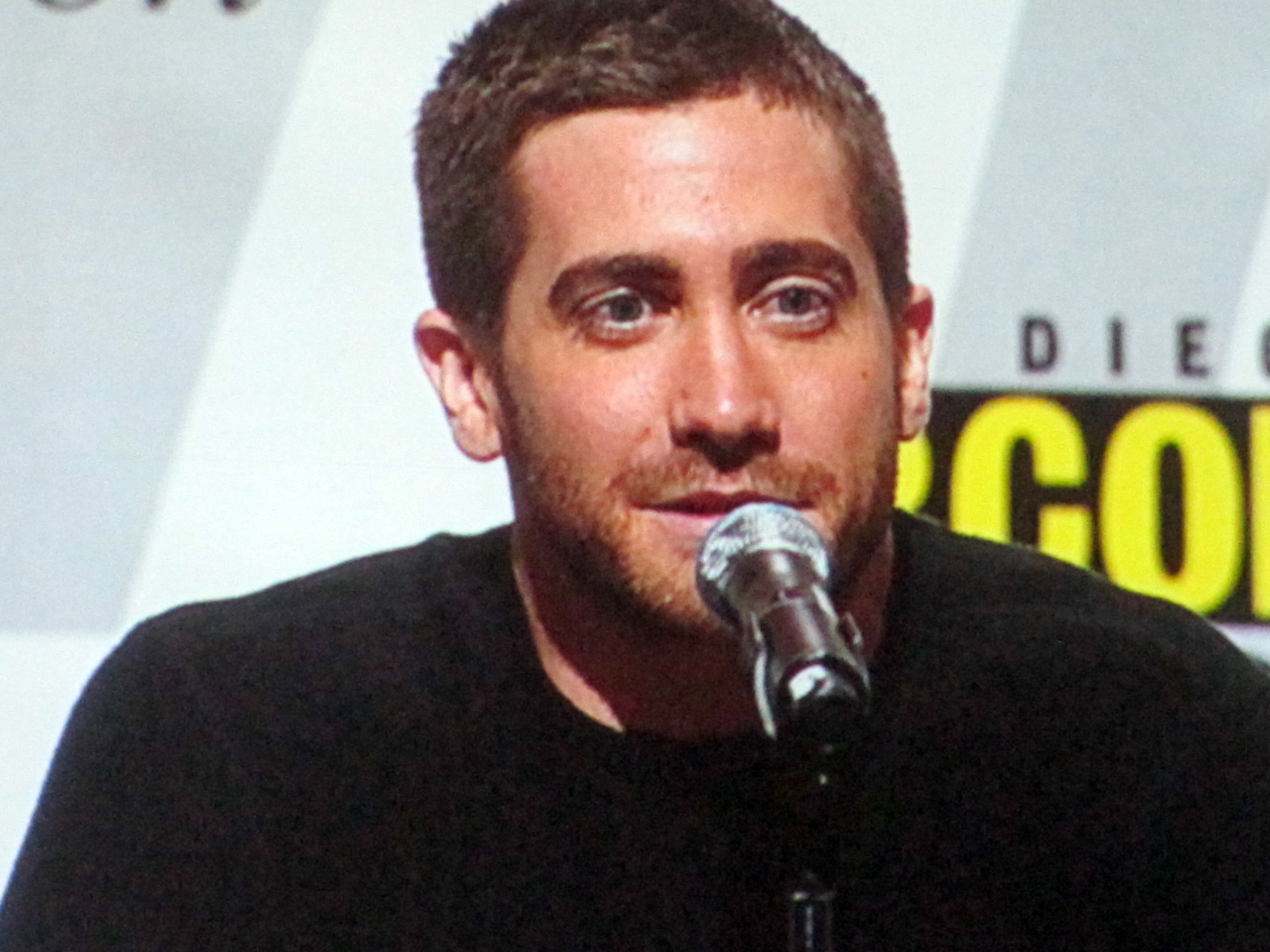
L'acteur au WonderCon 2010, pour la promotion de Prince of Persia.

Au printemps, il est la tête d'affiche du film d'aventures Prince of Persia : Les Sables du Temps de Mike Newell, l'adaptation cinématographique du célèbre jeu vidéo du même titre. Le film est cependant un échec critique et commercial.
La fin de l'année lui permet d'être remarqué avec la comédie dramatique Love, et autres drogues d'Edward Zwick, où il a pour partenaire l'actrice Anne Hathaway. Le film divise la critique mais son interprétation lui permet d'être nommé au Golden Globes du meilleur acteur dans une comédie ou comédie musicale.

#### Thrillers et films noirs
Entre 2011 et 2014, Jake Gyllenhaal tient les premiers rôles dans des films indépendants, souvent réalisés par des jeunes cinéastes.
En 2010, il convainc le réalisateur Duncan Jones de diriger Source Code, un film de science-fiction dans lequel il tient aussi le rôle principal. Sorti en 2011, le long-métrage est acclamé par la critique et, malgré son petit budget, connaît un large succès commercial. Il participe la même année à un épisode spécial de Seul face à la nature (Man vs. Wild). Il accompagne le présentateur Bear Grylls en Islande, pour deux jours de survie.

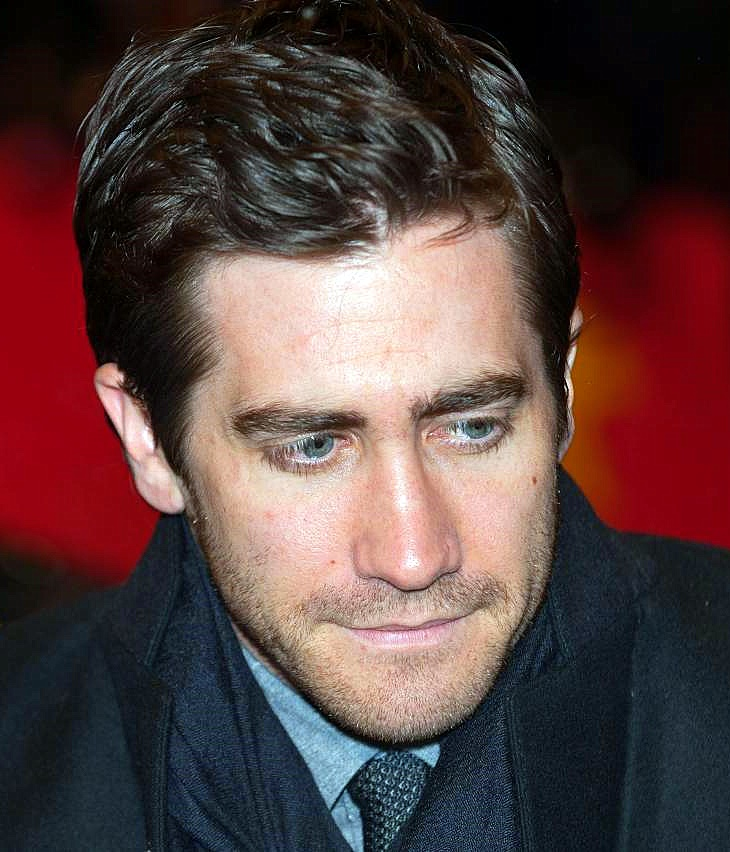
Jake Gyllenhaal au Festival international du film de Berlin en 2012, où il est membre du jury.

En 2012, il reprend un rôle ambigu dans le thriller urbain End of Watch, filmé caméra à l'épaule par David Ayer. Pour les besoins du film, il suit une formation tactique en participant à des cours enseignés aux policiers avec son partenaire à l'écran, Michael Peña.
Du 9 au 19 février 2012, il fait partie du jury du 62e Festival du film de Berlin, présidé par le réalisateur Mike Leigh.
Il se met dans la peau d'un tueur dans le clip musical Time to Dance du groupe The Shoes et revient sur les planches en jouant dans la pièce If There Is I Haven't Found It Yet.
En 2013, il collabore avec le cinéaste canadien Denis Villeneuve pour deux longs métrages salués par la critique. Il joue d'abord un jeune inspecteur dans le thriller psychologique Prisoners, dont il partage l'affiche avec Hugh Jackman, puis il tient un double rôle dans Enemy où il donne la réplique à la française Mélanie Laurent.
Il poursuit dans cette veine en incarnant l'impitoyable apprenti journaliste Louis Bloom dans Night Call, première réalisation du scénariste Dan Gilroy que Jake Gyllenhaal produit également. Le film est quasi-unanimement acclamé par la critique et reçoit de nombreuses nominations, saluant à de multiples reprises la performance de l'acteur.

#### Retour aux grosses productions
En 2015, il revient vers des productions plus commerciales en intégrant le casting du film d'aventures basé sur des faits réels, Everest, de Baltasar Kormákur. Gyllenhaal interprète l'alpiniste Scott Fischer. La même année, l'acteur fait partie du jury au Festival de Cannes présidé par Joel et Ethan Coen, aux côtés des actrices Rossy de Palma, Sophie Marceau et Sienna Miller, de la chanteuse Rokia Traoré et des réalisateurs Guillermo del Toro et Xavier Dolan. La comédie romantique Accidental Love réalisée par David O. Russell sort discrètement. Le film est renié par le réalisateur qui n'a pas mené le tournage à terme et est très mal reçu par la critique.

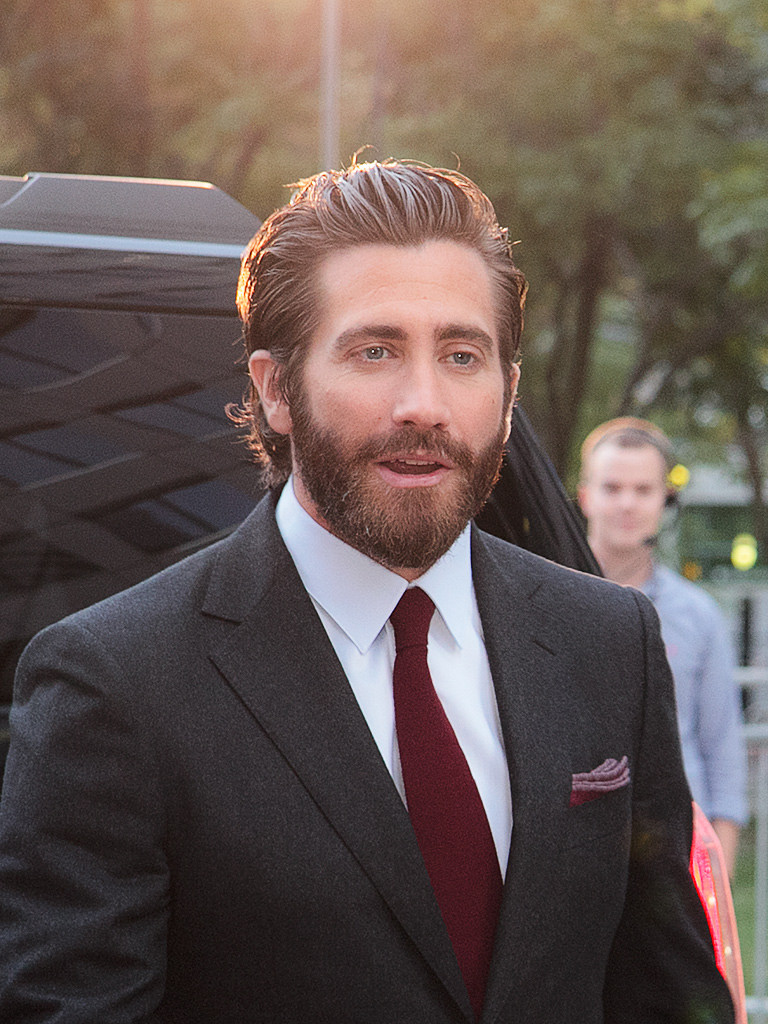
L'acteur au Festival International du Film de Toronto 2015, pour Demolition.

Cette même année, il est également à l'affiche du drame sportif La Rage au ventre, où il incarne un boxeur, sous la direction d'Antoine Fuqua. Si le film divise beaucoup la critique, la prestation de l'acteur est remarquée.
En 2016, il interprète le rôle principal du drame indépendant Demolition, un flop commercial. Parallèlement, il est invité à jouer dans un épisode de la quatrième saison de la série comique Inside Amy Schumer. Il retourne à un registre plus sombre avec le polar Nocturnal Animals réalisé par le styliste Tom Ford et inspiré du livre Tony and Susan d'Austin Wright, le film a été projeté au Festival de Venise.
En 2017, l'acteur confirme son retour au cinéma grand public en tenant le rôle-titre du film de science-fiction Life : Origine inconnue de Daniel Espinosa, remplaçant Ryan Reynolds qui a du incarner un rôle secondaire en raison d'un conflit d'emploi du temps. Il fait également partie de la distribution d'un autre film de science-fiction, Okja, écrit et réalisé par Bong Joon-ho. Bien que le film soit présenté au Festival de Cannes, il est diffusé exclusivement sur la plateforme Netflix.
Il joue aussi le premier rôle du biopic Stronger de David Gordon Green, sa performance est saluée par la critique.
En 2018, il est à l'affiche du film indépendant Wildlife, aux côtés de Carey Mulligan et Ed Oxenbould. Ce premier long-métrage de l'acteur américain Paul Dano est présenté au Festival de Sundance, avant d'ouvrir la Semaine de la Critique à Cannes. Jake Gyllenhaal retrouve ensuite le réalisateur Dan Gilroy pour le film d'épouvante Velvet Buzzsaw, sorti uniquement sur Netflix en février 2019. Dans ce film, il incarne Morf Vandewalt, un critique d'art bisexuel.
Durant l'été 2019, il incarne Quentin Beck / Mystério dans le blockbuster Spider-Man: Far From Home, réalisé par Jon Watts.

### Vie privée

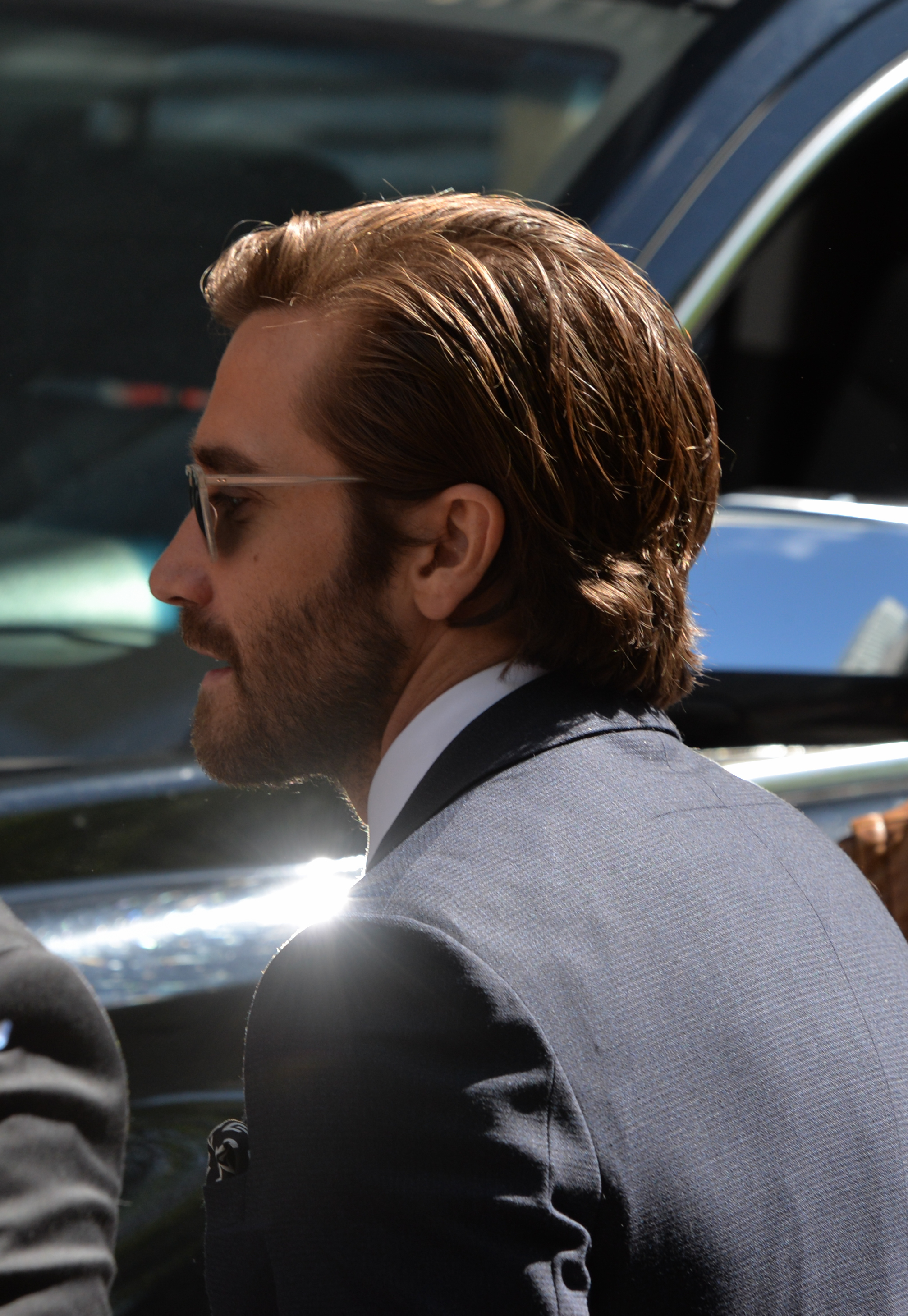
Jake Gyllenhaal (2017)

Jake Gyllenhaal a pour marraine l'actrice Jamie Lee Curtis et pour parrain l'acteur Paul Newman.
Il est le parrain de Matilda Ledger, la fille de ses amis Michelle Williams et Heath Ledger, ses partenaires du film Le Secret de Brokeback Mountain.
De septembre 2002 à juillet 2004, il a eu une relation amoureuse avec l'actrice américaine Kirsten Dunst. Il a rencontré l'actrice grâce à sa sœur Maggie. Il devait par ailleurs remplacer Tobey Maguire dans le rôle de Peter Parker pour Spider-Man 2 mais ce dernier est finalement revenu sur sa décision qui était motivée par des douleurs dans le dos.
Durant l'année 2006, il fut brièvement en couple avec l'actrice Natalie Portman.
De mars 2007 à décembre 2009, il a une relation avec l'actrice américaine Reese Witherspoon.
D'octobre à décembre 2010, il fréquente la chanteuse américaine Taylor Swift,, inspirant cette dernière dans la majorité de son album Red.
De juin 2013 à mai 2014, il est en couple avec la mannequin américaine Alyssa Miller.
Depuis mi-2018, il fréquente la mannequin française Jeanne Cadieu,.

## Théâtre
- 2002 : This Is Our Youth (Erreur de jeunesse) de Kenneth Lonergan, dirigé par Laurence Boswell, au Garrick Theatre, Londres : Warren (aux côtés d'Anna Paquin (Jessica) et Hayden Christensen (Dennis))
- 2012 : If There Is Haven't Found It Yet de Nick Payne, dirigé par Michael Longhurst au Laura Pels Theatre, New York : Terry, l'oncle d'Annie (aux côtés d'Annie Funke (Anna, la fille de 15 ans), Michelle Gomez (Fiona, la mère) et Brían F. O'Byrne (Georges, le père))
- 2014 : Constellations de Nick Payne, dirigé par Michael Longhurst, au Manhattan Theatre Club’s Samuel J. Friedman Theater, New York : Roland (aux côtés de Ruth Wilson (Marianne))
- 2015 : Little Shop of Horrors (La Petite Boutique des horreurs) de Howard Ashman et Alan Menken, direction de Dick Scanlan, New York City Center : Seymour Krelborn (aux côtés d'Ellen Greene (Audrey), Joe Grifasi (M. Mushnik), Taran Killam (Orin Scrivello) et Eddie Cooper (la plante))
- 2016 : Sunday in the Park with George
- 2025 : Othello de William Shakespeare, mise en scène Kenny Leon

## Filmographie

### Cinéma

#### Longs métrages
- 1991 : La Vie, l'Amour, les Vaches (City Slickers) de Ron Underwood : Danny Robbins
- 1993 : Une femme dangereuse (A Dangerous Woman) de Stephen Gyllenhaal : Edward
- 1993 : Josh and S.A.M. de Billy Weber : Leon Coleman
- 1998 : L'Héritage de Malcolm (Homegrown) de Stephen Gyllenhaal : Jack / Blue Kahan
- 1999 : Ciel d'octobre (October Sky) de Joe Johnston : Homer Hickam
- 2001 : Donnie Darko de Richard Kelly : Donald J. « Donnie » Darko
- 2001 : Bubble Boy de Blair Hayes : Jimmy Livingston
- 2001 : Lovely and Amazing de Nicole Holofcener : Jordan
- 2002 : The Good Girl de Miguel Arteta : Holden Worther
- 2002 : Highway de James Middleton Cox : Pilot Kelson
- 2002 : Moonlight Mile de Brad Silberling : Joe Nast
- 2004 : Le Jour d'après (The Day After Tomorrow) de Roland Emmerich : Sam Hall
- 2004 : Jiminy Glick in Lalawood de Vadim Jean : lui-même
- 2005 : Le Secret de Brokeback Mountain (Brokeback Mountain) d'Ang Lee : Jack Twist
- 2005 : La Preuve irréfutable (Proof) de John Madden : Harold « Hal » Dobbs
- 2005 : Jarhead : La Fin de l'innocence (Jarhead) de Sam Mendes : Anthony Swofford
- 2007 : Zodiac de David Fincher : Robert Graysmith
- 2007 : Détention secrète (Rendition) de Gavin Hood : Douglas Freeman
- 2009 : Brothers de Jim Sheridan : Tommy Cahill
- 2010 : Prince of Persia : Les Sables du Temps (Prince of Persia: The Sands of Time) de Mike Newell : le prince Dastan
- 2010 : Love, et autres drogues (Love and Other Drugs) d'Edward Zwick : Jamie Randall
- 2011 : Source Code de Duncan Jones : Colter Stevens / Sean Fentress
- 2012 : End of Watch de David Ayer : l'officier Brian Taylor (- également producteur)
- 2013 : Prisoners de Denis Villeneuve : l'inspecteur Loki
- 2013 : Enemy de Denis Villeneuve : Adam Bell / Anthony St. Claire
- 2014 : Night Call (Nightcrawler) de Dan Gilroy : Louis Bloom (- également producteur)
- 2015 : L'Amour par accident (Accidental Love) de David O. Russell : Howard Birdwell
- 2015 : La Rage au ventre (Southpaw) d'Antoine Fuqua : Billy Hope
- 2015 : Everest de Baltasar Kormákur : Scott Fischer
- 2015 : Demolition de Jean-Marc Vallée : Davis Mitchell
- 2016 : Nocturnal Animals de Tom Ford : Tony Hastings / Edward Sheffield
- 2017 : Life : Origine inconnue (Life) de Daniel Espinosa : Dr David Jordan
- 2017 : Okja (옥자) de Bong Joon-ho : Johnny Wilcox
- 2017 : Stronger de David Gordon Green : Jeff Bauman (en)
- 2018 : Wildlife : Une saison ardente (Wildlife) de Paul Dano : Jerry Brinson
- 2018 : Les Frères Sisters (The Sisters Brothers) de Jacques Audiard : John Morris
- 2019 : Velvet Buzzsaw de Dan Gilroy : Morf Vandewalt
- 2019 : Spider-Man: Far From Home de Jon Watts : Quentin Beck / Mysterio
- 2021 : The Guilty d'Antoine Fuqua : Joe Bayler
- 2022 : Ambulance de Michael Bay : Danny Sharp
- 2023 : The Covenant : Mission en Afghanistan (Guy Ritchie's The Covenant) de Guy Ritchie : le sergent John Kinley
- 2024 : Road House de Doug Liman : Elwood Dalton
- prochainement : In the Grey de Guy Ritchie Date sujette à modification
- 2026 : The Bride de Maggie Gyllenhaal
- 2026 : Remain de M. Night Shyamalan : Tate Donovan

#### Courts métrages
- 2005 : The Man Who Walked Between the Towers de Michael Sporn : le narrateur (animation, voix originale)
- 2014 : Lucid Dreams: The Making of Enemy de Peter Ventrella
- 2017 : Great Performers: Horror Show de Floria Sigismondi : le damné

#### Films d'animation
- 2021 : Spirit : L'Indomptable (Spirit Untamed) d'Elaine Bogan : James « Jim » Prescott Jr. (voix originale)
- 2022 : Avalonia, l'étrange voyage (Strange World) de Don Hall : Searcher Clade (voix originale)

### Télévision

#### Séries télévisées
- 1994 : Homicide : Matt Ellison (saison 2, épisode 1)
- 2011 : Seul face à la nature (Man vs. Wild) : lui-même (série documentaire, saison 7, épisode 1)
- 2016 : Inside Amy Schumer : Jake Gyllenhaal[c] (saison 4, épisode 6)
- 2019 : John Mulaney et les kids (John Mulaney and the Kids) : Mr. Music
- 2024 : Présumé innocent : Rusty Sabich

#### Clips
- 2007 : Iran So Far du groupe The Lonely Island
- 2010 : Blame It on the Alcohol de Jamie Foxx et T-Pain
- 2010 : Giving Up the Gun du groupe Vampire Weekend
- 2012 : Time to Dance[40] du groupe de rock électronique The Shoes
- 2014 : Run de Jay-Z et Beyoncé

## Distinctions

### Récompenses
- Chlotrudis Awards 2002 : meilleur acteur pour Donnie Darko

- Festival du film de Hollywood 2005 : meilleure révélation de l'année dans un drame pour Le Secret de Brokeback Mountain
- National Board of Review 2005 : meilleur acteur dans un second rôle dans un drame pour Le Secret de Brokeback Mountain
- Phoenix Film Critics Society Awards 2005 : meilleur acteur dans un second rôle dans un drame pour Le Secret de Brokeback Mountain
- British Academy Film Awards 2006 : meilleur acteur dans un second rôle dans un drame pour Le Secret de Brokeback Mountain
- Austin Film Critics Association Awards 2006 : meilleur acteur dans un second rôle dans un drame pour Le Secret de Brokeback Mountain
- Festival international du film de Palm Springs 2006 : prix d'interprétation masculine dans un drame pour Le Secret de Brokeback Mountain
- Festival du film de Hollywood 2013 : meilleur acteur dans un second rôle pour Prisoners
- National Board of Review Awards 2013 : meilleure distribution pour Prisoners

- San Diego Film Critics Society Awards 2014 : meilleur acteur dans un drame pour Night Call
- St. Louis Film Critics Association Awards 2014 : meilleur acteur ans un drame pour Night Call
- Toronto Film Critics Association Awards 2014 : meilleur acteur dans un drame pour Night Call
- Austin Film Critics Association Awards 2014 : meilleur acteur dans un drame pour Night Call
- Dublin Film Critics' Circle Awards 2014 : meilleur acteur dans un drame pour Night Call
- Nevada Film Critics Society Awards 2014 : meilleur acteur dans un drame pour Night Call
- St. Louis Film Critics Association Awards 2014 : meilleur acteur dans un drame pour Night Call
- Houston Film Critics Society Awards 2014 : meilleur acteur dans un drame pour Night Call
- Village Voice Film Poll 2014 : meilleur acteur dans un drame pour Night Call
- Vancouver Film Critics Circle Awards 2015 : meilleur acteur pour Night Call
- Georgia Film Critics Association Awards 2015 : meilleur acteur pour Night Call
- Hollywood Film Awards 2017 : meilleur acteur pour Stronger

### Nominations
- Young Artist Awards 2000 : meilleure interprétation d'un jeune acteur pour Ciel d'octobre

- Film Independent's Spirit Awards 2001 : meilleur acteur pour Donnie Darko

- Satellite Awards 2003 : meilleur acteur dans un second rôle dans une comédie pour Good Girl

- Chicago Film Critics Association Awards 2005 : meilleur acteur dans un second rôle dans un drame pour Le Secret de Brokeback Mountain
- Online Film Critics Society Awards 2005 : meilleur acteur dans un second rôle dans un drame pour Le Secret de Brokeback Mountain
- Satellite Awards 2005 (janvier) : meilleur acteur dans un second rôle dans un drame pour Le Secret de Brokeback Mountain
- Satellite Awards 2005 (décembre) : meilleur acteur dans un drame pour Le Secret de Brokeback Mountain

- Critics' Choice Movie Awards 2006 : meilleur acteur dans un second rôle dans un drame pour Le Secret de Brokeback Mountain
- Oscars 2006 : meilleur acteur dans un second rôle dans un drame pour Le Secret de Brokeback Mountain
- Screen Actors Guild Awards 2006 :
  - meilleur acteur dans un second rôle dans un drame pour Le Secret de Brokeback Mountain
  - meilleure distribution dans un drame pour Le Secret de Brokeback Mountain
- Satellite Awards 2010 : meilleur acteur dans une comédie pour Love, et autres drogues

- Golden Globes 2011 : meilleur acteur dans une comédie pour Love, et autres drogues
- Scream Awards 2011 : meilleur acteur dans un film d'action pour Source Code

- Critics' Choice Movie Awards 2013 : meilleur acteur dans un film d'action pour End of Watch
- Drama League Awards 2013 : meilleure performance pour If There Is I Haven't Found It Yet
- San Diego Film Critics Society Awards 2013 : meilleure distribution pour Prisoners
- Washington D.C. Area Film Critics Association Awards 2013 : meilleure distribution pour Prisoners
- Satellite Awards 2013 : meilleur acteur dans un second rôle pour Prisoners

- Prix Génie 2014 : meilleur acteur pour Enemy
- Satellite Awards 2014 : meilleur acteur dans un premier rôle dans un drame pour Night Call
- Online Film Critics Society Awards 2014 : meilleur acteur dans un drame pour Night Call
- Detroit Film Critics Society Awards 2014 : meilleur acteur dans un drame pour Night Call
- Chicago Film Critics Association Awards 2014 : meilleur acteur dans un drame pour Night Call
- San Francisco Film Critics Circle Awards 2014 : meilleur acteur dans un drame pour Night Call
- Dallas-Fort Worth Film Critics Association Awards 2014 : meilleur acteur dans un drame pour Night Call
- Florida Film Critics Circle Awards 2014 : meilleur acteur dans un drame pour Night Call
- Independent Spirit Awards 2015 : meilleur acteur dans un drame pour Night Call
- Screen Actors Guild Awards 2015 : meilleur acteur dans un drame pour Night Call
- Golden Globes 2015 : meilleur acteur dans un drame pour Night Call
- Critics' Choice Movie Awards 2015 : meilleur acteur dans un drame pour Night Call
- London Film Critics Circle Awards 2015 : meilleur acteur dans un drame pour Night Call
- AACTA International Awards 2015 : meilleur acteur dans un drame pour Night Call
- Alliance of Women Film Journalists Awards 2015 : meilleur acteur dans un drame pour Night Call
- Indiana Film Journalists Association Awards 2016 : meilleur acteur pour La Rage au ventre
- San Diego Film Critics Society 2016 : meilleur acteur pour Nocturnal Animals

- London Film Critics' Circle 2017 : meilleur acteur pour Nocturnal Animals
- Houston Film Critics Society 2017 : meilleur acteur pour Nocturnal Animals
- BAFTA Awards 2017 : Meilleur acteur pour Nocturnal Animals
- Screen Actors Guild Awards 2017 : meilleur casting d'ensembles pour Nocturnal Animals
- Critics' Choice Movie Awards 2018 : meilleur acteur pour Stronger
- Satellite Awards 2018 : meilleur acteur pour Stronger
- Golden Globes 2025 : Meilleur acteur dans une série télévisée dramatique pour Présumé innocent

## Voix francophones
En version française, Rémi Bichet est la voix régulière de Jake Gyllenhaal, depuis Le Secret de Brokeback Mountain en 2005. Il l'a ensuite notamment doublé dans Zodiac, Source Code, Night Call, Nocturnal Animals, etc. Alexis Victor l'a aussi doublé à trois reprises (Prince of Persia : Les Sables du Temps, End of Watch et Okja). Occasionnellement, d'autres comédiens lui ont prêté leur voix comme Alexis Tomassian (Highway et The Good Girl), Patrick Mancini (Le Jour d'après et Jiminy Glick in Lalawood) et Cédric Dumond (Jarhead : La Fin de l'innocence et Love, et autres drogues). À titre exceptionnel, il a également été doublé par Boris Roatta dans La Vie, l'Amour, les Vaches, Emmanuel Curtil dans Donnie Darko, Alexandre Gillet dans Détention secrète ou encore par Adrien Antoine dans Brothers.
En version québécoise, Martin Watier est la voix régulière de Jake Gyllenhaal (dont Le Secret de Brokeback Mountain, Source Code, Prisoners, Enemy, etc.). À deux reprises, Guillaume Champoux lui prête sa voix pour les films Jarhead : La Fin de l'innocence et Night Call. Exceptionnellement, Éric Bruneau est sa voix pour le film Prince of Persia : Les Sables du Temps.
- Versions françaises :
  - Rémi Bichet dans : Le Secret de Brokeback Mountain, Zodiac, Source Code, Night Call, Nocturnal Animals, etc.
  - Alexis Victor dans : Prince of Persia : Les Sables du Temps, End of Watch et Okja

- Versions québécoises :
  - Martin Watier dans : Le Secret de Brokeback Mountain, Source Code, Prisoners, Enemy, etc.
  - Guillaume Champoux dans : Jarhead : La Fin de l'innocence et Night Call